# Hygrophoropsidaceae
Hygrophoropsidaceae, es una familia de hongos basidiomicetos pertenecientes al orden Boletales. Esta familia contiene 2 géneros Hygrophoropsis y  Leucogyrophana, los que contienen 19 especies.